# Thomas Bugge

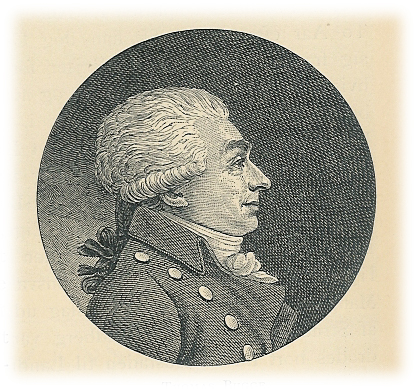
Thomas Bugge

Thomas Bugge (* 12. Oktober 1740 in Kopenhagen; † 15. Januar 1815 ebenda) war ein dänischer Astronom, Mathematiker, Kartograph und Landvermesser.
Bugge war seit 1777 Professor der Astronomie und Mathematik an der Kopenhagener Universität und ab 1782 auch Lektor der Mathematik bei der königlichen Marine. Außerdem widmete er sich der Wasserbaukunst.
Bugge war Ehrenmitglied der Akademie der Wissenschaften in Sankt Petersburg und Sekretär der dänischen Gesellschaft der Wissenschaften. Viele kleine Observatorien wurden auf seine Initiative hin in Island, Grönland und Norwegen eingerichtet.

## Leben
Sein Vater war Peter Bugge, der Kammerrat und Proviantverwalter. Matthias Bugge (* 21. Dezember 1782; † 1820) war der Sohn des Thomas Bugge und auch ein dänischer Astronom an der königlichen Sternwarte Kopenhagen.
Ab 1756 begann Thomas Bugge zu studieren und machte 1759 sein theologisches Examen. 1761 wurde er Angestellter des Observatoriums und ab 1762 war er Mitarbeiter der Gesellschaft der Wissenschaften. 1766 immatrikulierte er sich an der Kopenhagener Universität.
Urban Bruun Aaskow begleitete 1761 den Astronomen Thomas Bugge auf einer Reise nach Trondheim zur Beobachtung des damaligen Venusdurchganges.
Als Vermesser war er ab 1765 in der Region Seeland beschäftigt. Viele geografische Karten des Landes Dänemark wurden durch Thomas Bugge zur Herausgabe gebracht.
Zeitweilig war er Privatlehrer für mathematische und physikalische Wissenschaften am Königlichen Hofe für den Kronprinzen Christian.
1784 wurde er zum Justizrat ernannt. Ab 1795 wurden verschiedene Bücher durch Bugge herausgegeben, die auch ins Deutsche übersetzt wurden. Erwähnenswert sind hiervon das Lehrbuch der Mathematik (1795) und das Lehrbuch der Astronomie (1796). 1798–99 hielt sich Bugge in Paris auf, um als Vertreter Dänemarks an dem Kongress teilzunehmen, der die Einführung des metrischen Systems vorbereitete.  Bugge verfasste dazu einen Reisebericht, der erstmals 1800 veröffentlicht wurde und 1969 in englischer Sprache neu ediert wurde. Zum Etatsrat wurde er 1807 vom dänischen König berufen. 1809 erfolgte der Ritterschlag zum Ritter des Dannebrog-Ordens. 1807 verlor er von seiner Bibliothek mit rund 15.000 Büchern etwa zwei Drittel und zusätzlich kostbare mathematische und physikalische Instrumente seiner Sammlung durch einen Brand aus kriegerischem Anlass. Wichtige Originale konnten aus den Flammen gerettet werden.
Er war Mitglied verschiedener Kommissionen, wie die des Spritzen- und Brandwesens, der Steinpflaster von Kopenhagen und des Hafenwesens. In der ökonomischen Gesellschaft war er der Präsident.
Seit 1787 war er korrespondierendes Mitglied der Académie des sciences.
Ab November 1814 verschlechterte sich sein Gesundheitszustand, er starb im Januar 1815.

## Werke
- Lehrbuch der Mathematik (1795)
- Lehrbuch der Astronomie (1796)
- Reisebeschreibung über die Teilnahme in Paris (Einführung des metrischen Systemes) (1800)